# Lista de deputados estaduais da Paraíba da 3.ª legislatura
Essa é uma lista de deputados estaduais da Paraíba eleitos para o período 1955-1959.

## Composição das bancadas
| Partido | Líder                       | Bancada | Posição      |
| ------- | --------------------------- | ------- | ------------ |
| UDN     | Wilson Braga                | 15 / 40 | Governo      |
| PSD     | Balduíno de Carvalho        | 14 / 40 | Governo      |
| PL      | Agnaldo Veloso Borges       | 5 / 40  | Governo      |
| PTB     | Eduardo de Alencar Ferreira | 3 / 40  | Independente |
| PSP     | César de Almeida            | 1 / 40  | Governo      |
| PR      | Antônio D'Ávila Lins        | 1 / 40  | Independente |
| PSB     | Heraldo da Costa Gadelha    | 1 / 40  | Governo      |

## Deputados estaduais
| Número | Deputados estaduais eleitos         | Partido | Votação | Percentual | Cidade onde nasceu   | Unidade federativa  |
| 41982  | Humberto Lucena                     | PSD     | 4.065   |            | João Pessoa          | Paraíba             |
| 22121  | Luís da Costa Araújo Bronzeado      | UDN     | 4.059   |            | Remígio              | Paraíba             |
| 42175  | Severino Bezerra Cabral             | PL      | 3.998   |            | Umbuzeiro            | Paraíba             |
| 14911  | Eduardo de Alencar Ferreira         | PTB     | 3.832   |            | Alagoa Grande        | Paraíba             |
| 22865  | Clóvis Bezerra Cavalcanti           | UDN     | 3.669   |            | Bananeiras           | Paraíba             |
| 20635  | Antônio D'Ávila Lins                | PR      | 3.636   |            | Areia                | Paraíba             |
| 22840  | João Feitosa Ventura                | UDN     | 3.501   |            | Queimadas            | Paraíba             |
| 42487  | Antônio Nominando Diniz             | PL      | 3.450   |            | Princesa Isabel      | Paraíba             |
| 22763  | Antônio de Paiva Gadelha            | UDN     | 3.431   |            | Sousa                | Paraíba             |
| 22771  | Francisco Pereira                   | UDN     | 3.380   |            | Solânea              | Paraíba             |
| 41748  | Bivar Olyntho de Mello e Silva      | PSD     | 3.315   |            | Serra Negra do Norte | Rio Grande do Norte |
| 22834  | Francisco Chaves Brasileiro         | UDN     | 3.240   |            | Lagoa Seca           | Paraíba             |
| 22552  | Lucas Vilar Suassuna                | UDN     | 3.209   |            | Catolé do Rocha      | Paraíba             |
| 41137  | Ramiro Fernandes de Carvalho        | PSD     | 3.201   |            | Serra Branca         | Paraíba             |
| 22438  | Álvaro Gaudêncio de Queiroz         | UDN     | 3.185   |            | São João do Cariri   | Paraíba             |
| 14234  | José Maranhão                       | PTB     | 3.153   |            | Araruna              | Paraíba             |
| 22293  | José Cavalcanti                     | UDN     | 3.148   |            | Mogeiro              | Paraíba             |
| 22838  | Carlos Pessoa Filho                 | UDN     | 3.094   |            | Pedras de Fogo       | Paraíba             |
| 41631  | Francisco de Paula Barreto Sobrinho | PSD     | 3.090   |            | Piancó               | Paraíba             |
| 22122  | Jacob Guilherme Frantz              | UDN     | 3.074   |            | Rio Pardo            | Rio Grande do Sul   |
| 22759  | Américo Maia de Vasconcelos         | UDN     | 3.048   |            | Catolé do Rocha      | Paraíba             |
| 22555  | Manuel Gonçalves de Abrantes        | UDN     | 3.033   |            | Itabaiana            | Paraíba             |
| 22769  | Luiz Inácio Ribeiro Coutinho        | UDN     | 3.032   |            | Sapé                 | Paraíba             |
| 22638  | Wilson Braga                        | UDN     | 2.916   |            | Conceição            | Paraíba             |
| 41992  | Manoel Arruda de Assis              | PSD     | 2.913   |            | Itaporanga           | Paraíba             |
| 41170  | Zé Gayoso                           | PSD     | 2.871   |            | Patos                | Paraíba             |
| 41264  | Balduíno Minervino de Carvalho      | PSD     | 2.868   |            | Itaporanga           | Paraíba             |
| 41505  | Jader Silva de Medeiros             | PSD     | 2.840   |            | Santa Luzia          | Paraíba             |
| 41634  | Pedro Gondim                        | PSD     | 2.839   |            | Alagoa Nova          | Paraíba             |
| 42222  | Agnaldo Veloso Borges               | PL      | 2.788   |            | Campina Grande       | Paraíba             |
| 41599  | João Fernandes de Lima              | PSD     | 2.746   |            | Mamanguape           | Paraíba             |
| 41828  | Roberto Pessoa                      | PSD     | 2.681   |            | Gurinhém             | Paraíba             |
| 14563  | Antônio Leite Montenegro            | PTB     | 2.676   |            | Rio Tinto            | Paraíba             |
| 41557  | José Ribeiro de Farias              | PSD     | 2.673   |            | Taperoá              | Paraíba             |
| 41605  | Tertuliano Correia da Costa Brito   | PSD     | 2.531   |            | São João do Cariri   | Paraíba             |
| 42364  | Antônio Bezerra Cabral              | PL      | 2.506   |            | Umbuzeiro            | Paraíba             |
| 41804  | Sílvio Pélico Pôrto                 | PSD     | 2.459   |            | Rio Tinto            | Paraíba             |
| 42789  | José Medeiros Vieira                | PL      | 2.026   |            | Conde                | Paraíba             |
| 46719  | Antônio Américo César de Almeida    | PSP     | 1.888   |            | Areia                | Paraíba             |
| 40442  | Heraldo da Costa Gadelha            | PSB     | 1.194   |            | Santa Rita           | Paraíba             |